# HD 10348
HD 10348，又名BD+29 286，SAO 74872、HR 485，是一颗恒星，视星等为5.99，位于銀經135.69，銀緯-31.58，其B1900.0坐标为赤經1h 35m 59.9s，赤緯+29° -31.58′ 30″。